# Бабеле

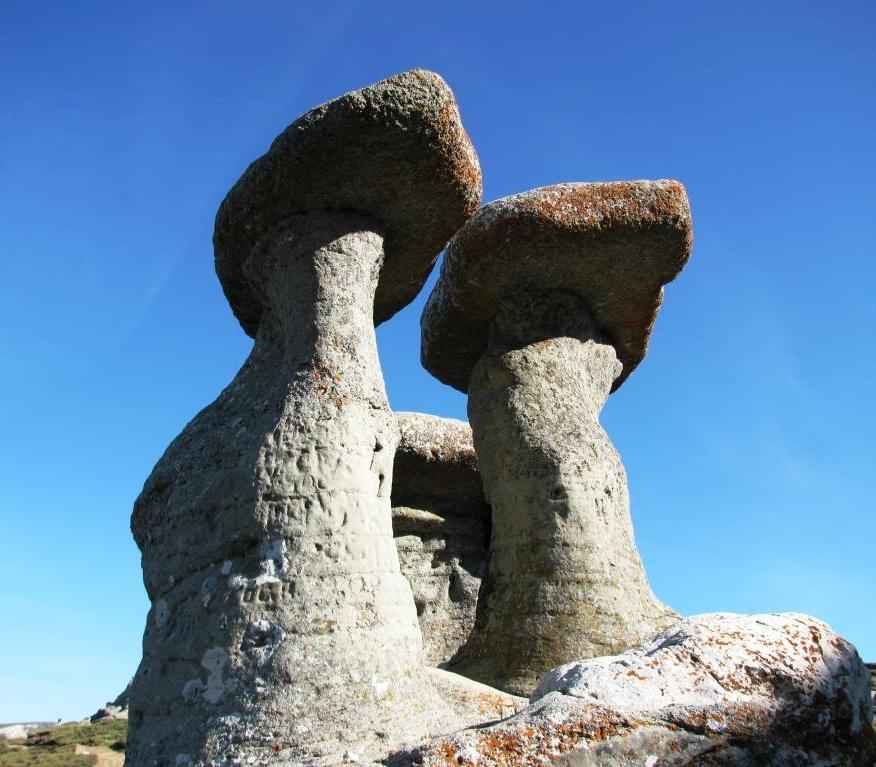
Бабеле

Бабеле (рум. Babele, баби, старі жінки) — скелясті виходи у гірському масиві Бучеджі в Румунії, в межах Південних Карпат. Одне із семи природних чудес Румунії.
Назва походить від вигляду скельних утворень грибоподібної форми, утворених внаслідок ерозії різних за твердістю гірських порід. Висота над рівнем моря — 2206 м.
Інше скельне утворення на цій же території має назву Сфінкс Бучеджі через візуальну схожість на Сфінкса.